# Bombyx du peuplier
Poecilocampa populi
Espèce
Le Bombyx du peuplier (Poecilocampa populi) est une espèce d'insectes lépidoptères (papillons) appartenant à la famille des Lasiocampidae et au genre Poecilocampa.

## Description
- Envergure du mâle : de 12 à 18 mm.

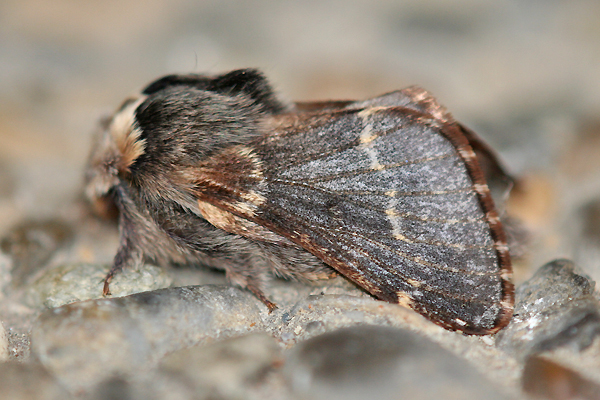
Poecilocampa populi ♂
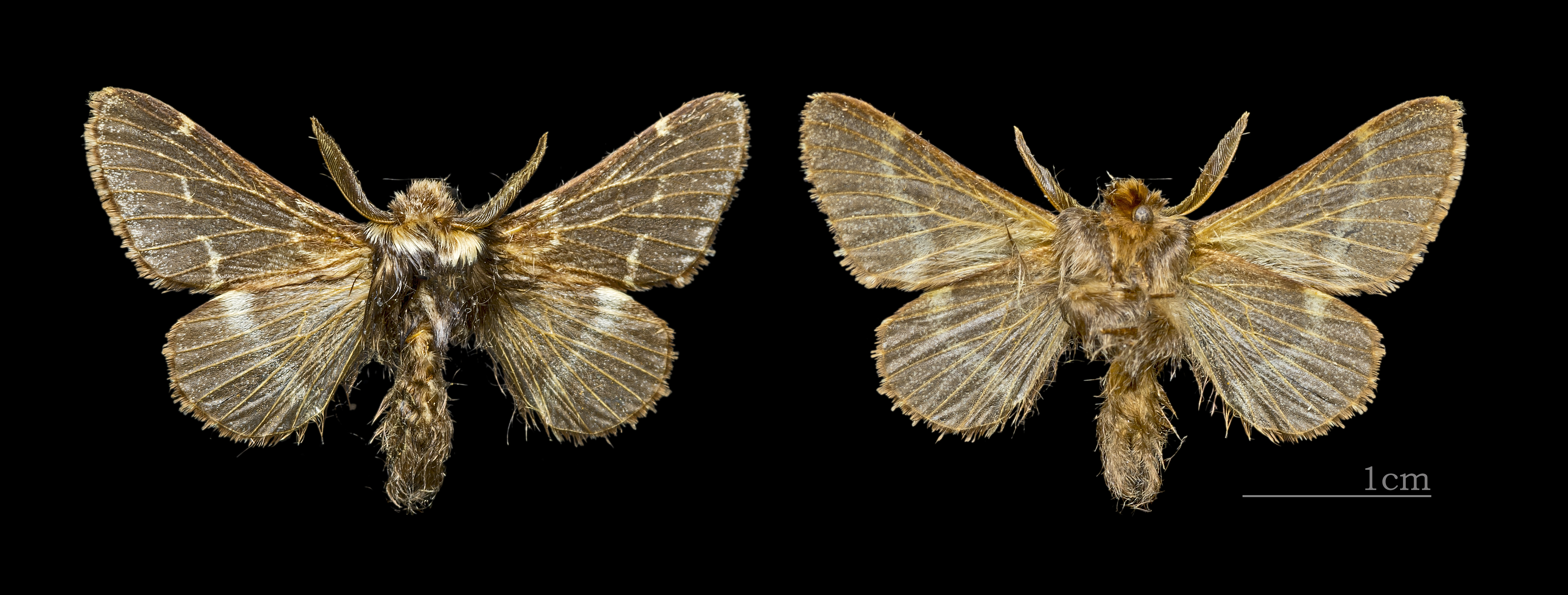
Mâle, Mussidan, Muséum de Toulouse
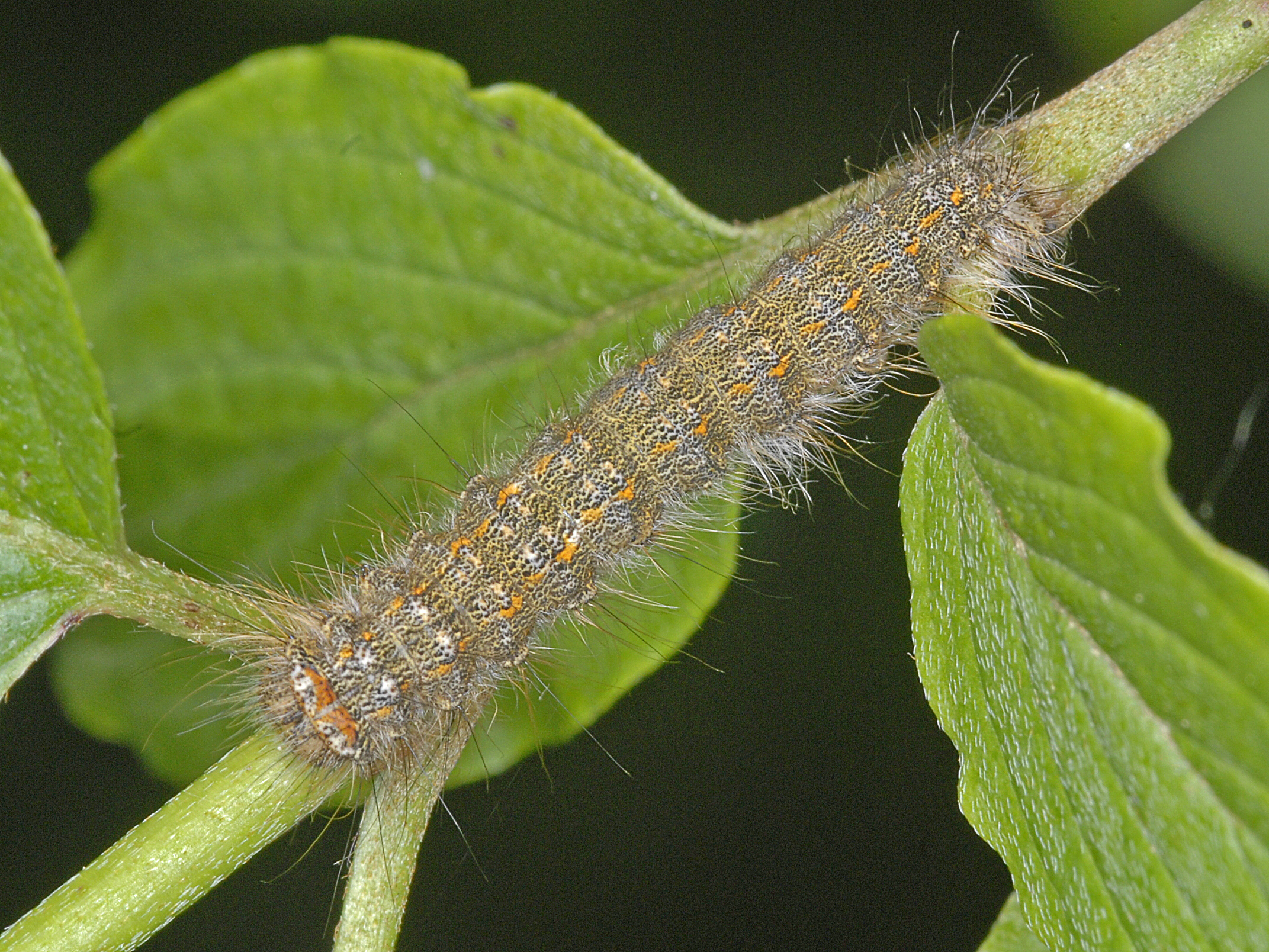
Chenille
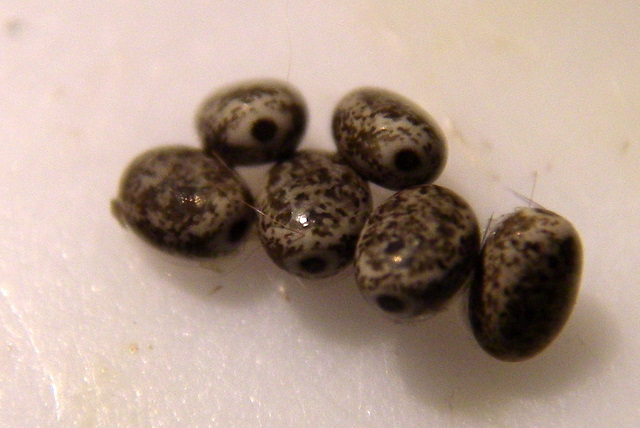
Les œufs

## Répartition et habitat
Répartitionde l’Europe à la région du fleuve Amour.
Habitatdans les bois et le long des haies.

## Biologie
- Période de vol : de septembre à janvier.
- Plantes-hôtes : Populus, Salix, Betula, Quercus, arbres fruitiers.

## Systématique
L'espèce a été décrite  par le naturaliste suédois Carl von Linné en 1758 sous le nom initial de Phalaena populi.

### Synonymie
- Phalaena populi Linné, 1758
- Bombyx desolata Müller, 1764
- Poecilocampa populi var. lydiae Krulikowsky, 1909
- Poecilocampa populi bajuvarica Stichel, 1918
- Poecilocampa populi infuscata Niesiokowski, 1932
- Poecilocampa populi grisea Daniel, 1963

### Taxinomie
Liste des sous-espèces et formes
- Phalaena populi populi  (Linné, 1758)
- Phalaena populi coluchei Varenne & Billi, 2002
- Phalaena populi pontica  de Freina, 1999[2]

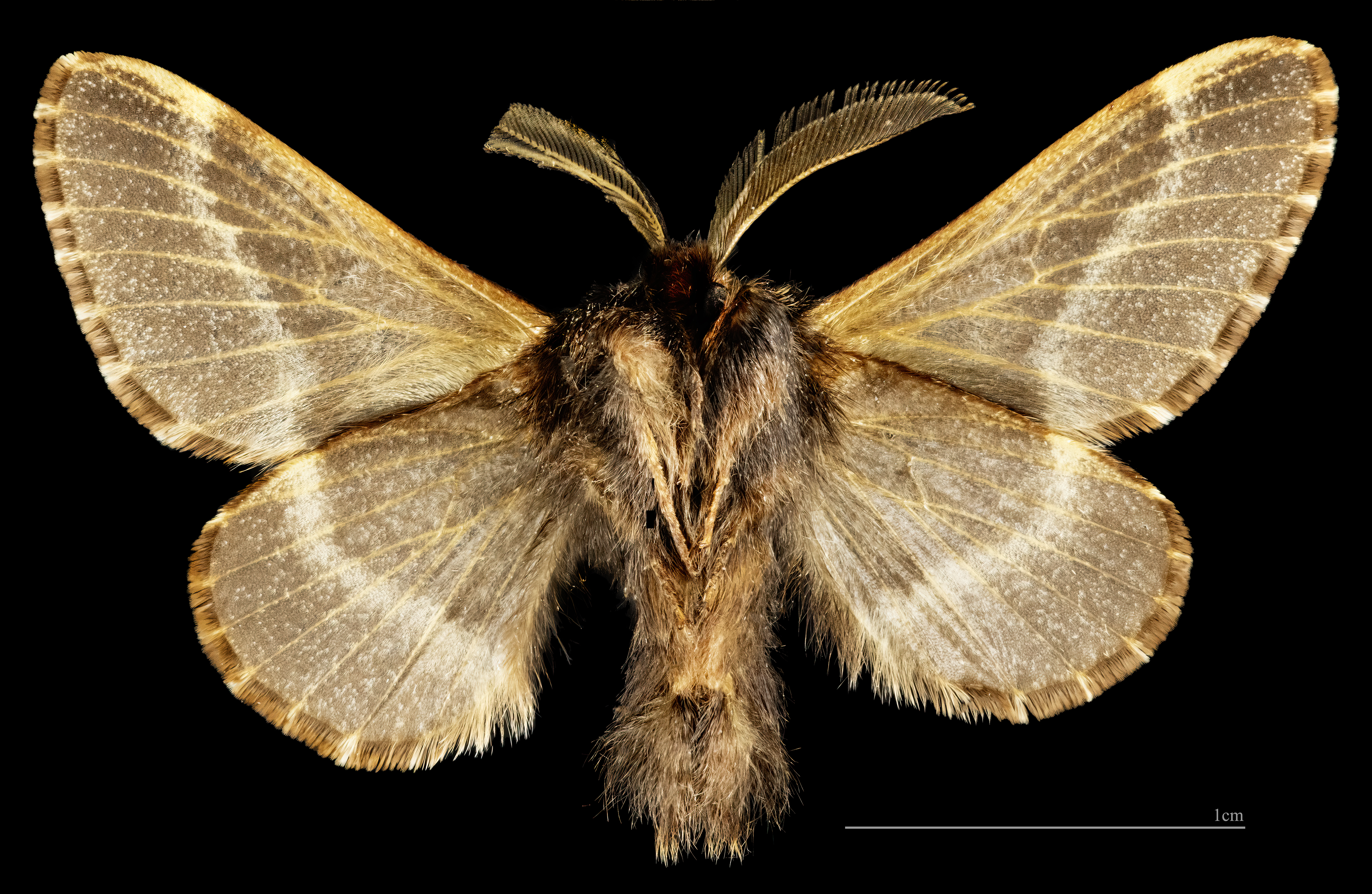
Poecilocampa populi f. semova ventral MHNT
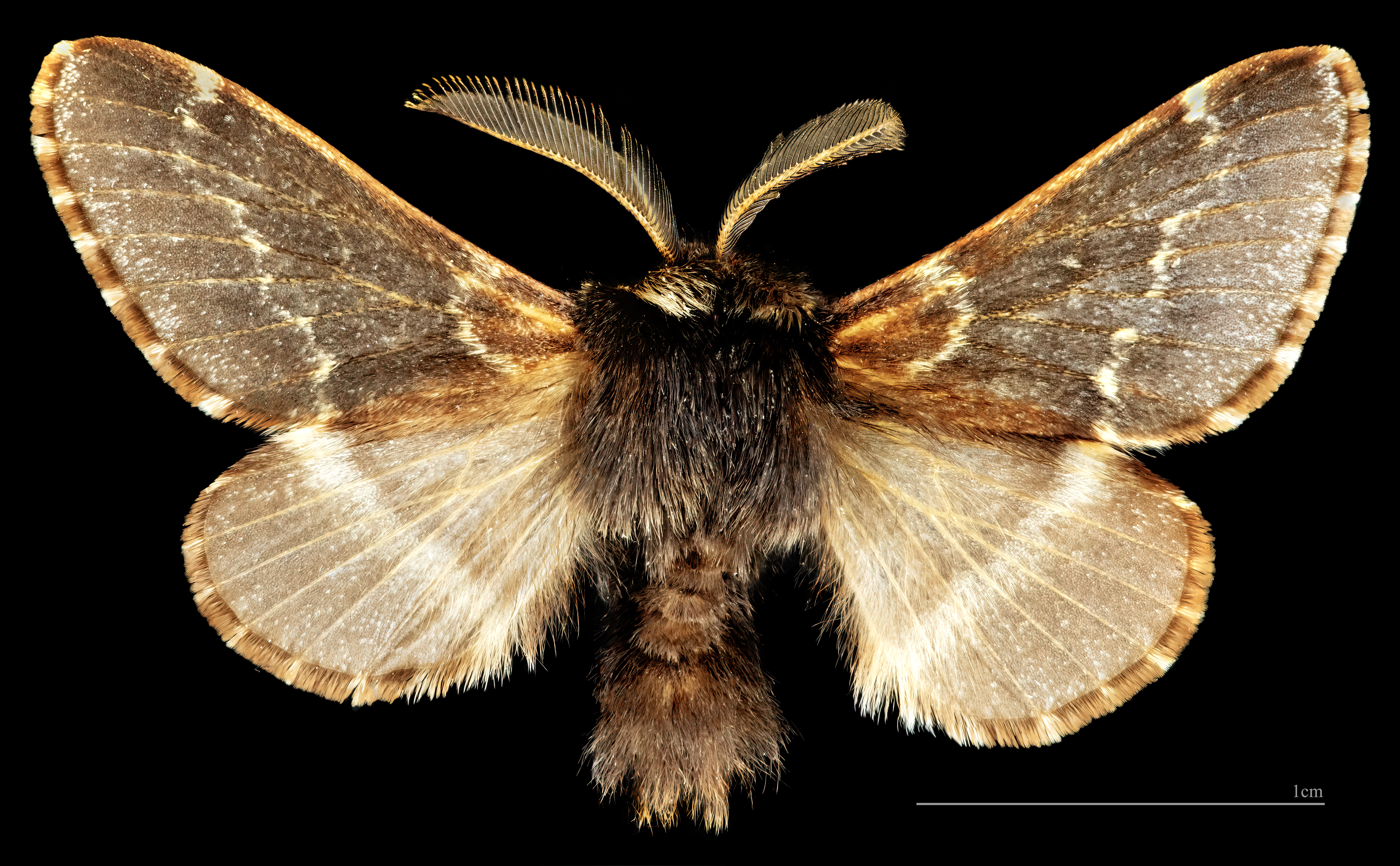
Poecilocampa populi f. semova  dorsal MHNT